# Эйзенхауэр, Джон
Джон Шелдон Доуд Эйзенхауэр (англ. John Sheldon Doud Eisenhower; 3 августа 1922 — 21 декабря 2013) — американский офицер, посол и военный историк, сын президента США Дуайта Эйзенхауэра.

## Карьера
Служил в Армии США, участвовал во Второй Мировой войне и войне в Корее. Дослужился до звания бригадного генерала. Его карьере сильно мешало то обстоятельство, что одновременно с участием Джона в первой войне его отец командовал всеми силами Союзников, а во второй — был уже президентом США. В результате разные чины сильно пеклись о безопасности Джона и в итоге переводили его с поля боя в штаб дивизии или иное подобное место. Этот опыт он описал в своей статье «Presidential Children Don’t Belong in Battle» (Битвы не для президентских отпрысков) для New York Times.
В 1969—1971 годах был послом США в Бельгии. После Бельгии несколько лет занимал посты в различных комиссиях, например, консультировал офис президента Форда по вопросам беженцев. До 1975 года числился в армейском резерве. Затем полностью посвятил себя военной истории и публикации своих трудов.

## Семья и личная жизнь
Джон был женат на Барбаре Джин Томпсон с 1947 года, но развелся со своей женой. Имел четырех детей. Всю жизнь был республиканцем, но в 2004 году голосовал на выборах за демократа Керри. Был награждён Медалью Инициативы Эдвина Хаббла.

## Книги
Написал 11 книг по военной истории. Также был автором предисловий к нескольким книгам других авторов.
- The Bitter Woods (неопр.). — Battery Classics, 1969. — ISBN 9780898391060.; Da Capo Press, 1995, ISBN 9780306806520
- Strictly Personal Doubleday, 1974, ISBN 9780385070713
- Allies, Pearl Harbor to D–Day (неопр.). — Doubleday, 1982. — ISBN 9780385114790.; Da Capo Press, 2000, ISBN 9780306809415
- So Far from God: The U.S. War with Mexico, 1846–1848 (англ.). — Random House, 1989. — ISBN 9780394560519.; University of Oklahoma Press, 2000, ISBN 9780806132792
- Intervention!: The United States Involvement in the Mexican Revolution, 1913–1917 (англ.). — W. W. Norton & Company, 1993. — ISBN 9780393313185.
- Agent of Destiny: The Life and Times of General Winfield Scott (англ.). — Free Press, 1997. — ISBN 9780684844510.
- Yanks: The Epic Story of the American Army in World War I (англ.). — Simon and Schuster, 2001. — ISBN 9780743216371.
- General Ike: A Personal Reminiscence (неопр.). — Simon and Schuster, 2003. — ISBN 9780743255721.
- Zachary Taylor. — Macmillan, 2008. — ISBN 9780805082371.
- A Morning in June: Defending Outpost Harry (англ.). — University of Alabama Press, 2010. — ISBN 9780817316693.
- Soldiers and Statesmen: Reflections on Leadership (англ.). — University of Missouri Press, 2012. — ISBN 9780826219701.